# プラチナバンド (ソフトバンク)
プラチナバンドとは、日本において移動体通信用に割り当てられた周波数帯のうち、700〜900MHz帯のことを指す。この項ではソフトバンクの第3世代移動通信システム携帯電話・SoftBank 3Gの一部機種で利用できる、900MHz帯のW-CDMA方式によるサービスについて述べる。
2012年7月25日サービス開始。
NTTドコモのFOMAプラスエリアやKDDI・沖縄セルラー電話（au）が使用する800MHz帯も、このプラチナバンドの定義に含まれる。

## 概要
ソフトバンクが、SoftBank 3GやSoftBank 4G LTEで使用している2.1GHz帯および1.5GHz帯は、NTTドコモやauで使われている800MHz帯と比べると、電波の直進性が強い。そのため高層建築物の傍や山間部などでの電波状況が悪い。これを改善するのが、電波が回折しやすい900MHz帯を使った通信サービスである。
ソフトバンクは「エリアが狭い」「通信が切れやすい」といった苦情が多く寄せられ、同社の電波品質の悪さがサービスを解約する理由の1位としてあげられていた。しかし、900MHz帯の周波数獲得でこれらの電波状況は改善されると見込んでおり、「以前よりプラチナバンドを提供しているドコモおよびauと同等程度の電波品質となる」と発表している。
2012年7月のサービス開始以降、900MHz帯の通信が利用可能となった場所は基地局や設備配置などのエリア整備の進捗に伴って提供範囲が広がっている。
ソフトバンクモバイル（現在のソフトバンク）が発表したスケジュールによると、サービスエリアは2012年7月25日の開始時点で数百局の基地局で開始。以後順次拡大されて、2012年内に数千局、2012年度末に15,600局（人口カバー率22.2%）、2014年度に人口カバー率90%、2016年度中には約4万1000局にまで増設し、人口カバー率を99.9%にすると計画している。
2012年7月25日より利用可能な5MHz幅×2はHSPA+（下り21Mbps・上り5.7Mbps）によるデータ通信と通話を提供し、2012年3月時点でのプラチナバンド対応機種ではiPadの第3世代モデルがHSPA+による高速通信を利用できる。また、残りの10MHz幅×2については、これが利用可能となる2014年の夏よりLTE通信サービスを提供する計画となっている。
プラチナバンドサービスを利用するには後述する対応機種が必要である。対応機種であれば、2.1GHz帯と900MHz帯の切り替えは端末側で自動で行われ、利用可能なサービスや料金も同一のため、利用者にとっては対応端末を利用していれば電波が良くなるメリットがあるのみである。
なお、ソフトバンクの発表によると、既存の2.1GHzの電波帯に900MHzの帯域が加わることで、2.1GHz帯の混雑も緩和されるという見込みも立てており、これにより回線に余裕が出来た2.1GHz帯の5MHz幅×2を使って、FDD-LTEサービス (SoftBank 4G LTE) を2012年9月21日から提供開始している。
ソフトバンクは2012年10月1日にイーアクセス社を完全子会社した。子会社化により、2012年6月にイーアクセス社に割り当てられた700MHz帯を使用できるようになった。その結果、900MHz帯と700MHz帯の両方のプラチナバンドを有することとなり、問題視する声もある。
2022年6月23日の定時株主総会の質疑応答にて、宮川潤一社長は楽天モバイルへの「プラチナバンド」譲渡について問われ、「免許返納は現実的でなく、全く考えられない」と答えた。

## 使用周波数
2015年（平成27年）11月30日までは、パーソナル無線（903〜905MHz）と周波数を共用する。

### 2014年春まで
W-CDMA (UMTS) バンドVIII
- 移動機→基地局（上り）: 900MHz～905MHz
- 基地局→移動機（下り）: 945MHz～950MHz

※間隔：45MHz

### 2014年夏以降
W-CDMA (UMTS) バンドVIII または LTE バンド8
- 移動機→基地局（上り）: 900MHz～915MHz
- 基地局→移動機（下り）: 945MHz～960MHz

※間隔：45MHz

## 名称に関して
日本における携帯電話用周波数のうち800MHz帯は、1979年にスタートした電電公社（当時・現在のNTT）、1985年の通信自由化で参入したトヨタ自動車が主幹の日本移動通信と第二電電（ともに当時、後に合併し現在のKDDI）が免許を与えられた。一方、1990年の電波審議会で競争促進を目的に携帯電話用として解放すべきと答申された1.5GHz帯に、JR系の日本テレコムと日産自動車が参入。デジタルホン、ツーカーホン関西、デジタルツーカー、ツーカーセルラー東京・東海（いずれも当時）としてサービスを開始した。このうち、デジタルホンとデジタルツーカーは合併してJ-フォンとなり、ボーダフォン、ソフトバンクモバイルを経て今のソフトバンクへと至っているが、こうした経緯からソフトバンクは800MHz帯を所持していない。
電波は周波数が低いほど障害物を回り込む性質がある。1.5GHzと2.1GHz帯しか持たないソフトバンクモバイルは、800MHz帯の周波数再編の過程で「自社だけ割り当てがないのは不公平である」とアピールした際、利用価値が高いという意味から800MHz帯のことを「黄金周波数帯」と言っていた。その後、2012年の700/900MHz帯免許交付を前に獲得を目指していたソフトバンクモバイル（現在のソフトバンク）は「NTTドコモ、KDDIとともに平等に割り当てるべきである」と主張する際、700〜900MHz帯のことを「プラチナバンド」と呼称するようになった。そして2012年2月、900MHz帯のソフトバンクモバイルへの割り当てが決定。翌3月1日の記者発表時から、今度は「プラチナ電波」と称するようになった。しかし、同年5月29日の新機種発表会では再び「プラチナバンド」という表記となり、「プラチナ電波」は使用されなくなった。現在は「プラチナバンド」のみが使われている。また、同社は2013年6月、特許庁に「プラチナLTE」の商標出願を行っており、ソフトバンクが持つ周波数から、900MHz帯で運用を開始する予定のLTEを「プラチナLTE」と呼ぶ可能性がある。
ただし、イー・アクセス（現在のワイモバイル）を買収してスタートしたイー・モバイル（現在のY!mobile）の1.7GHz帯のLTEサービスのことを一部のプロモーション資料で「LTEのプラチナバンド」と称していることが確認されており、プラチナバンドの定義があいまいになってきている。

## 対応機種
プラチナバンドの使用する900MHz帯は、GSMから転換された国際バンドとして北米を除く世界中の携帯電話に使用されている周波数帯であるが、日本国内ではソフトバンクモバイル以外で使用されていないため、当初の対応端末はグローバル端末が中心である。なお、プラチナバンドのサービス発表時点（2012年3月1日）では、発売済みのApple製端末とX04HT以降のHTC製端末、シャープ製のPANTONE 4 (105SH) 端末が対応機種である。
なお、2012年夏モデル以降の音声端末（スマートフォン含む）は全機種対応である。ただし、ソフトバンクのMVNO（WILLCOM（現在のY!mobile））等から発売される機種には、非対応の端末も一部存在する。
以下は2012年7月25日のサービスイン時点で、プラチナバンドに対応している、または対応予定と発表されている機種一覧である。
サービス発表前に販売された対応端末
- TOUCH DIAMOND X04HT
- TOUCH PRO X05HT
- HTC Desire X06HT/X06HTII
- HTC Desire HD 001HT
- iPhone 4
- iPhone 4S
- iPad 2
- iPad (第3世代)
- DELL Streak Pro 101DL（2012年9月3日実施のソフトウェアアップデートで対応）[15]

2012年5月29日に発表された端末（2012年夏モデル）
- PANTONE 4 105SH
- PANTONE 5 107SH／ボス電 107SH B
- AQUOS PHONE Xx 106SH
- ARROWS A 101F
- AQUOS PHONE 102SHII
- THE PREMIUM9 WATERPROOF 109SH
- COLOR LIFE3 103P
- かんたん携帯 108SH

サービスイン以降に発表された端末
- 音声端末（スマートフォン含む）の全機種
- データ通信専用端末（モバイルWi-Fiルーター等）の一部機種

なお、ワイモバイルで発売した302HWは、ソフトバンクローミングの形でプラチナバンドを利用可能としており、その他、イー・アクセス時代のEMOBILE 4G-S端末、およびその後継のY!mobileブランドの「電話サービス（タイプ1）」契約用の端末でも、全端末でプラチナバンドに対応させている。また、タイプ2（2018年1月31日をもって停波予定）端末である302HWも、ソフトバンクモバイルローミングの形になるが、プラチナバンドエリアを利用した通話が可能となっている。